# Primarna hipertenzija
Primarna (tudi esencialna) hipertenzija je hipertenzija z neznano etiologijo, ki nima organskega vzroka in pri kateri je krvni tlak stalno zvišan. Gre za najpogostejšo obliko hipertenzije, in sicer zajema okoli 95 % vseh primerov hipertenzije. Verjetno je posledica tako genetskih kot okoljskih dejavnikov. Prevalenca se povečuje s staranjem, znano je, da imajo posamezniki z višjimi vrednostmi krvnega tlaka v mladosti večje tveganje za kasnejši razvoj hipertenzije. Hipertenzija povečuje tveganje za možganske, srčne in ledvične bolezni.

## Etiopatogeneza
Za primarno hipertenzijo v razviti obliki so značilni normalen minutni volumen srca, normalen volumen krvi in normalna viskoznost krvi. Minutni volumen srca je lahko povečan v zgodnjih fazah bolezni. Vzrok hipertenzije je v povečanem perifernem uporu zaradi strukturnih sprememb v arteriolah (zadebeljena tunika medija) in razredčenja arteriol v tkivih in ni le posledica povečane vazokonstrikcije zaradi delovanja avtonomnega živčevja. Slednje je morda udeleženo v začetnih fazah razvoja hipertenzije. Baroreceptorji delujejo, vendar so nastavljeni na višje ravni arterijskega tlaka in izločanje natrija s sečem in s tem ledvično uravnavanje krvnega tlaka sta premaknjena proti višjim vrednostim arterijskega tlaka. Za primarno hipertenzijo je značilna poligenska dedna dispozicija, za pojav bolezni pa so pomembni okolijski dejavniki, zlasti čezmerno uživanje soli in psihosocialni stres.